# Велебитські печери
44°46′01″ пн. ш. 15°01′35″ сх. д. / 44.7669° пн. ш. 15.0264° сх. д.
Печери Велебиту (хорв. jame Velebita) — ряд глибоких карстових печер у гірському масиві Велебит, Хорватія.
Лукина яма — печера глибиною в 1431 метр, найглибша печера в Хорватії, 16-а за глибиною печера в світі і найглибша печера Південно-Східної Європи. На дні печери, у підземних озерах і струмках, мешкає найбільша відома колонія підземних п'явок Erpobdella mestrovi, які, як було встановлено, є представниками нового виду, роду і сімейства. До інших видів, які були виявлені в печері, відносяться сухопутні равлики Zospeum tholussum. У печерах хребта Велебит у Хорватії водяться дивні п'явки Croatobranchus mestrovi. Вони населяють озера з крижаною водою на дні найглибших шахт. З боків тіл п'явок розташовані вирости, що нагадують ноги, а ротові отвори оточують щупальця. Точно невідомо, що вони їдять, оскільки, крім п'явок, в крижаних озерах ніхто не живе. Ще у печерах Велебиту виявлені хірономіди Troglocladius hajdi.
До інших примітних печер належать Словацька яма (-1320 м), печерна система Велебиту (-1026 м), Медуза (-679 м). Всі перелічені печери розташовуються в національному парку «Північний Велебит». У печерах Велебиту є низка надзвичайно глибоких (понад 500 м) колодязів, в тому числі третій у світі колодязь Патков Гушт з глибиною 553 м вільного падіння, названий на честь померлого хорватського спелеолога.